# Aimé Charles Irvoy

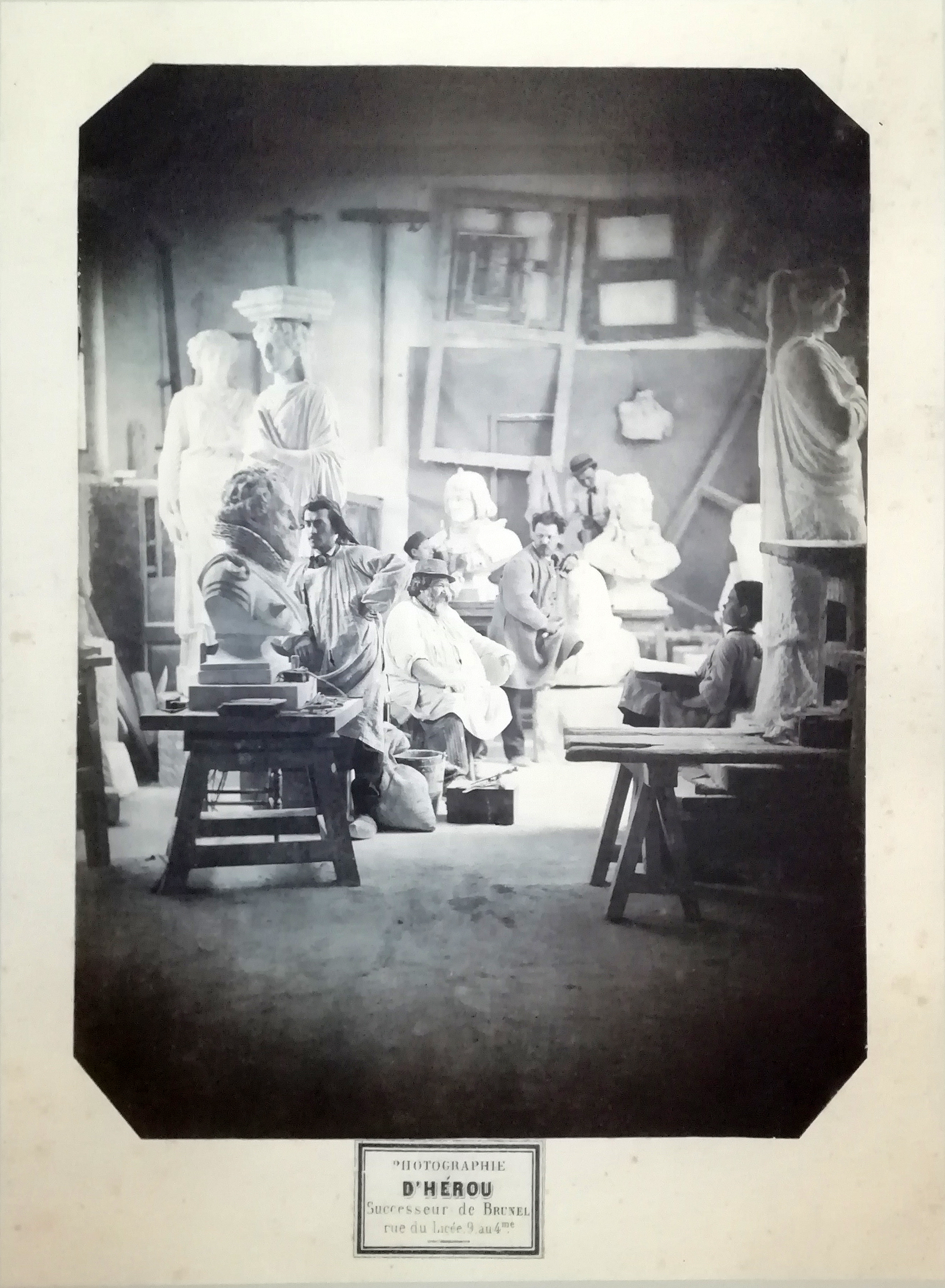
Atelier von Aimé Charles Irvoy, Fotografie von Charles D’Hérou, nach 1868 (Musée dauphinois)

Aimé Charles Irvoy (* 25. November 1824 in Vendôme, Departement Loir-et-Cher; † 18. März 1898 in Grenoble) war ein französischer Bildhauer.

## Leben und Werk
Aimé Charles Irvoy konnte im Jahr 1840 erste Werke auf einer Kunstausstellung in Tours zeigen. Danach studierte er an der École nationale des beaux-arts in Paris bei Jules Ramey und Augustin-Alexandre Dumont. Er war ein Schüler im Atelier des Bildhauers Victor Sappey in Grenoble. 1854 kam er auf den zweiten Rang beim Prix de Rome.
Seit 1855 wurde Aimé Charles Irvoy zum Direktor der Schule für Bauplastik in Grenoble ernannt. Auf diesem Posten blieb er bis 1896. in dieser Zeit führte er persönlich zahlreiche künstlerische Elemente für Bauwerke im Departement Isère aus, und außerdem schuf er Medaillons, Büsten und Figuren französischer Persönlichkeiten.
Einige seiner Werke sind im Musée de Grenoble, im Muséum d’histoire naturelle de Grenoble und in andern Museen ausgestellt, verschiedene von ihm geschaffene Grabdenkmäler befinden sich im städtischen Friedhof Saint-Roch in Grenoble.